# (11341) Babbage
(11341) Babbage (1996 XE2) – planetoida z grupy pasa głównego asteroid okrążająca Słońce w ciągu 3,68 lat w średniej odległości 2,38 j.a. Odkryta 3 grudnia 1996 roku.